# Jules Seveste
Pour les articles homonymes, voir Seveste.
Désiré-Henri-Jules Seveste est un dramaturge et administrateur de théâtre français né le 19 mars 1803 à Paris et mort le 30 juin 1854 à Meudon.

## Biographie
Dès 1822, Jules et son frère, Edmond, sont adjoints par leur père, Pierre-Jacques Seveste, dans une société par actions pour exploiter le privilège des théâtres de banlieue qui lui est alloué.
En 1848, il réclame la réouverture des salles Montmartre et Belleville puis succède le 1er septembre 1852 à son frère comme directeur de l'Opéra-National et qu'il renomme Théâtre-Lyrique le 12 avril 1853. Jules Verne, dont il fait jouer le 28 avril 1853 l'opéra-comique Le Colin-Maillard, en devient le secrétaire avec des appointements de 1 200 francs par an.
Il meurt d'une apoplexie foudroyante le vendredi 30 juin 1854, à dix heures du soir  et non du choléra tel que souvent indiqué.

## Œuvres
- Christophe et Lubin, comédie-vaudeville en un acte (avec Edmond Seveste), 1825
- La Lanterne, vaudeville (avec Edmond Seveste), 1827
- La Sylphide, drame en deux actes (avec Ernest Jaime), 1832
- L'Élève de la nature, ou Jeanne et Jenny, pièce en cinq actes et deux parties (avec Ernest Jaime), 1833
- Amaglia ou la Fille du diable, drame fantastique en cinq actes (avec Émile Vanderbuck), 1836
- Les Fiançailles des roses, opéra-comique (avec Charles Deslys), 1852